# Globo d'oro al miglior film
Il Globo d'oro al miglior film è un premio assegnato ogni anno al miglior film italiano.

## Albo d'oro
In grassetto i film vincitori, in corsivo i nominati.

### Anni 1960
- 1960
  - Un maledetto imbroglio, regia di Pietro Germi
  - Estate violenta, regia di Valerio Zurlini
  - Il generale Della Rovere, regia di Roberto Rossellini
  - La grande guerra, regia di Mario Monicelli
  - La notte brava, regia di Mauro Bolognini
- 1961
  - Rocco e i suoi fratelli, regia di Luchino Visconti
  - Era notte a Roma, regia di Roberto Rossellini
  - Kapò, regia di Gillo Pontecorvo
- 1962: Divorzio all'italiana, regia di Pietro Germi
- 1963
  - Salvatore Giuliano, regia di Francesco Rosi
  - L'isola di Arturo, regia di Damiano Damiani
  - Le quattro giornate di Napoli, regia di Nanni Loy
- 1967: Signore & signori, regia di Pietro Germi
- 1968: Banditi a Milano, regia di Carlo Lizzani
- 1969: Diario di una schizofrenica, regia di Nelo Risi

### Anni 1970
- 1970: Indagine su un cittadino al di sopra di ogni sospetto, regia di Elio Petri
- 1971: Morte a Venezia, regia di Luchino Visconti
- 1972
  - Il caso Mattei, regia di Francesco Rosi (ex aequo)
  - Questa specie d'amore, regia di Alberto Bevilacqua (ex aequo)
- 1973: Il delitto Matteotti, regia di Florestano Vancini
- 1974: Amarcord, regia di Federico Fellini
- 1977: Una giornata particolare, regia di Ettore Scola

### Anni 1980
- 1981: Tre fratelli, regia di Francesco Rosi
- 1982: Cercasi Gesù, regia di Luigi Comencini
- 1983: La notte di San Lorenzo, regia di Paolo e Vittorio Taviani
- 1984: E la nave va, regia di Federico Fellini
- 1985: Kaos, regia di Paolo e Vittorio Taviani
- 1986: Ginger e Fred, regia di Federico Fellini
- 1987: La famiglia, regia di Ettore Scola
- 1988: Intervista, regia di Federico Fellini
- 1989: Ladri di saponette, regia di Maurizio Nichetti

### Anni 1990
- 1990
  - Porte aperte, regia di Gianni Amelio
  - Lo zio indegno, regia di Franco Brusati
  - Il male oscuro, regia di Mario Monicelli
- 1991
  - La condanna, regia di Marco Bellocchio
  - Volere volare, regia di Maurizio Nichetti
  - Mediterraneo, regia di Gabriele Salvatores
- 1992
  - Una storia semplice, regia di Emidio Greco
  - Il ladro di bambini, regia di Gianni Amelio
  - Maledetto il giorno che t'ho incontrato, regia di Carlo Verdone
- 1993
  - La fine è nota, regia di Cristina Comencini
  - Jona che visse nella balena, regia di Roberto Faenza
  - Stefano Quantestorie, regia di Maurizio Nichetti
- 1994
  - Caro diario, regia di Nanni Moretti
  - Senza pelle, regia di Alessandro D'Alatri
  - Una pura formalità, regia di Giuseppe Tornatore
- 1995
  - L'amore molesto, regia di Mario Martone
  - Il postino, regia di Michael Radford
  - La scuola, regia di Daniele Luchetti
- 1996
  - Compagna di viaggio, regia di Peter Del Monte
  - Ivo il tardivo, regia di Alessandro Benvenuti
  - Trafitti da un raggio di sole, regia di Claudio Del Punta
  - Cervellini fritti impanati, regia di Maurizio Zaccaro
- 1997
  - Il principe di Homburg, regia di Marco Bellocchio
  - Il carniere, regia di Maurizio Zaccaro
  - Marianna Ucrìa, regia di Roberto Faenza
  - Luna e l'altra, regia di Maurizio Nichetti
- 1998: La vita è bella, regia di Roberto Benigni
- 1999: L'assedio, regia di Bernardo Bertolucci

### Anni 2000
- 2000
  - Garage Olimpo, regia di Marco Bechis
  - Canone inverso - Making Love, regia di Ricky Tognazzi
  - Pane e tulipani, regia di Silvio Soldini
- 2001
  - Il mestiere delle armi, regia di Ermanno Olmi
  - I cento passi, regia di Marco Tullio Giordana
  - Le fate ignoranti, regia di Ferzan Özpetek
- 2002 
  - L'ora di religione, regia di Marco Bellocchio
  - Vajont, regia di Renzo Martinelli
  - Brucio nel vento, regia di Silvio Soldini
- 2003 
  - La finestra di fronte, regia di Ferzan Özpetek
  - Prendimi l'anima, regia di Roberto Faenza
  - L'imbalsamatore, regia di Matteo Garrone
- 2004 
  - Non ti muovere, regia di Sergio Castellitto
  - Buongiorno, notte, regia di Marco Bellocchio
  - La meglio gioventù, regia di Marco Tullio Giordana
- 2005 
  - Quando sei nato non puoi più nasconderti, regia di Marco Tullio Giordana
  - Le chiavi di casa, regia di Gianni Amelio
  - Cuore sacro, regia di Ferzan Özpetek
- 2006
  - Il regista di matrimoni, regia di Marco Bellocchio
  - Il caimano, regia di Nanni Moretti
  - La tigre e la neve, regia di Roberto Benigni
- 2007 
  - Mio fratello è figlio unico, regia di Daniele Luchetti
  - In memoria di me, regia di Saverio Costanzo
  - Saturno contro, regia di Ferzan Özpetek
- 2008 
  - Tutta la vita davanti, regia di Paolo Virzì
  - Nelle tue mani, regia di Peter Del Monte
  - Nessuna qualità agli eroi, regia di Paolo Franchi
- 2009 
  - Gomorra, regia di Matteo Garrone
  - Fortapàsc, regia di Marco Risi
  - Vincere, regia di Marco Bellocchio

### Anni 2010
- 2010
  - Mine vaganti, regia di Ferzan Özpetek
  - La prima cosa bella, regia di Paolo Virzì
  - Cosa voglio di più, regia di Silvio Soldini
- 2011
  - Habemus Papam, regia di Nanni Moretti
  - I fiori di Kirkuk, regia di Fariborz Kamkari
  - Noi credevamo, regia di Mario Martone
- 2012
  - L'industriale, regia di Giuliano Montaldo
  - Cesare deve morire, regia di Paolo e Vittorio Taviani
  - Romanzo di una strage, regia di Marco Tullio Giordana
- 2014
  - Il capitale umano, regia di Paolo Virzì
  - Zoran - Il mio nipote scemo, regia di Matteo Oleotto
  - La mafia uccide solo d'estate, regia di Pif
  - Smetto quando voglio, regia di Sydney Sibilia
  - In grazia di Dio, regia di Edoardo Winspeare
- 2015
  - Il giovane favoloso, regia di Mario Martone
  - Mia madre, regia di Nanni Moretti
  - Anime nere, regia di Francesco Munzi
  - Il racconto dei racconti - Tale of Tales, regia di Matteo Garrone
  - Fango e gloria - La Grande Guerra, regia di Leonardo Tiberi
- 2016
  - Lo chiamavano Jeeg Robot, regia di |Gabriele Mainetti
  - Alaska, regia di Claudio Cupellini
  - La corrispondenza, regia di Giuseppe Tornatore
  - Non essere cattivo, regia di Claudio Caligari
  - Perfetti sconosciuti, regia di Paolo Genovese
- 2017
  - La stoffa dei sogni, regia di Gianfranco Cabiddu
  - Fai bei sogni, regia di Marco Bellocchio
  - Indivisibili, regia di Edoardo De Angelis
  - La pazza gioia, regia di Paolo Virzì
  - La tenerezza, regia di Gianni Amelio
- 2018
  - L'intrusa, regia di Leonardo Di Costanzo
  - Brutti e cattivi, regia di Cosimo Gomez
  - Dove non ho mai abitato, regia di Paolo Franchi
  - L'ordine delle cose, regia di Andrea Segre
  - Tutto quello che vuoi, regia di Francesco Bruni
- 2019
  - Il traditore, regia di Marco Bellocchio

### Anni 2020
- 2020
  - Volevo nascondermi, regia di Giorgio Diritti[1]
  - Picciridda - Con i piedi nella sabbia, regia di Paolo Licata
  - Pinocchio, regia di Matteo Garrone
- 2021
  - Cosa sarà, regia di Francesco Bruni
  - Lacci, regia di Daniele Luchetti
  - Le sorelle Macaluso, regia di Emma Dante
- 2022
  - Ariaferma, regia di Leonardo Di Costanzo
  - L'arminuta, regia di Giuseppe Bonito
  - Qui rido io, regia di Mario Martone
- 2023
  - Rapito, regia di Marco Bellocchio
  - Mia, regia di Ivano De Matteo
  - La stranezza, regia di Roberto Andò